# Parasitismus

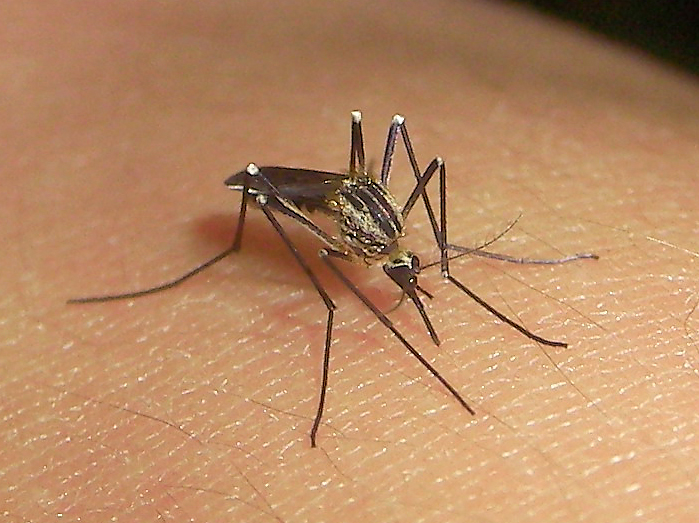
Ein Ektoparasit (Stechmücke) nimmt Körperflüssigkeit eines Wirts (Mensch) auf

Parasitismus (von altgriechisch παρά „neben“, und σιτεῖσθαι  „essen“), veraltet auch Schmarotzertum, bezeichnet den Ressourcengewinn von kleinen Lebewesen (genannt: Parasiten) durch erheblich größere Lebewesen (genannt: Wirte) einer anderen Art.
Bei diesem biologischen Phänomen wird der Wirt gesundheitlich beeinträchtigt, indem er von dem Parasit entweder gestochen oder gebissen wird und dies Infektionen hervorrufen kann oder der Parasit den Körper des Wirtes über eine längere Zeit als Lebensraum ausnutzt. Die Körperflüssigkeiten des Wirtes dienen als Nahrungsquelle.
Zu den allgemein bekannten Parasiten gehören zum Beispiel Zecken, Stechmücken, Menschenläuse, Flöhe und einige Arten der Würmer.
Das medizinische Fachgebiet, das sich mit den gesundheitlichen Aspekten des Parasitismus auseinandersetzt, ist die Parasitologie.

## Wortgeschichte
Parasit leitet sich etymologisch ab von altgriechisch παράσιτος parásitos, deutsch ‚bei einem Anderen essend, Schmarotzer‘, das auf altgriechisch παρά pará, deutsch ‚neben‘ sowie altgriechisch σῖτος sītos, deutsch ‚Getreide, [aus Getreide hergestelltes] Nahrungsmittel‘ zurückgeht. Hiermit war ursprünglich der Vorkoster bei Opferfesten gemeint, der dadurch ohne Leistung zu einer Speisung kam. Von dort ging die Bedeutung über auf den Speichellecker der antiken Komödie, der sich durch schöne Worte kostenlose Mahlzeiten zu verschaffen sucht. Ein Wechsel auf eine biologische Bedeutung im Sinn eines Lebewesens, das in oder auf anderen lebt (siehe Ekto- und Endoparasiten) und ihnen Nährstoffe entzieht, vollzog sich im 18. Jahrhundert. Von dort kehrte die Bedeutung bald wieder ins soziale Feld zurück, etwa in der aufklärerischen Polemik gegen den Adel oder im antisemitischen Stereotyp vom jüdischen Parasiten. Um 1815 fasste Karl Wilhelm Stark Krankheit als Parasitismus auf.
Das deutsche Wort Schmarotzer für einen Parasiten stammt vom mittelhochdeutschen smorotzer ab, das so viel wie Bettler heißt.

## Beschreibung
Parasiten sind in hohem Maße spezialisierte Lebewesen. Ihr Habitat ist in der Regel auf einige wenige Wirtsarten beschränkt, nicht selten findet sich nur eine einzige Wirtsart. Parasitismus zeigt sich in sehr vielfältigen Formen. Es gibt Zweifelsfälle, in denen Parasitismus von anderen Interaktionen zwischen Arten schwer zu unterscheiden sind. Parasitismus ist beileibe kein seltenes Phänomen, denn die überwiegende Zahl aller Lebewesen parasitiert. Unter dem Vorbehalt, dass sich keine genauen Zahlen festlegen lassen, wird ein Verhältnis von bis zu 4:1 angenommen. Das Auftreten der nächsten Generation im Wirt wird als Patenz bezeichnet.
Im Allgemeinen ist ein Parasit stark von seinem Wirt abhängig. Einen Teil seiner Entwicklung kann der Parasit dabei aber außerhalb des Wirtes in der Außenwelt verbringen (präparasitische Phase). Das Parasitieren kann sich auf verschiedene Wirtsfaktoren beziehen wie beispielsweise Körpersubstanz, Nahrungsangebot, Sauerstoffbedarf, Osmotik, pH-Verhältnisse oder Wärmehaushalt.

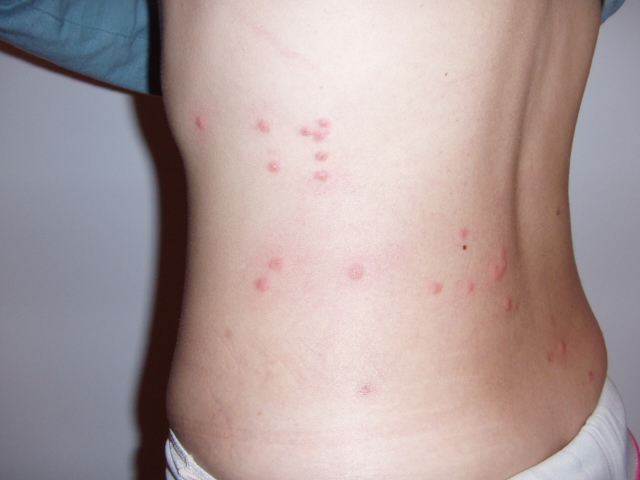
Flohbisse beim Menschen

Parasitismus ist allgegenwärtig, so dass sich praktisch alle Lebewesen damit auseinandersetzen müssen. Nicht selten findet man auf bzw. in einem einzelnen Lebewesen Dutzende verschiedener Parasiten, die in ihrer Gesamtheit als Parasitozönose bezeichnet werden und eine Sonderform der Biozönose darstellt. Bei Waldmäusen fand man nicht weniger als 47 parasitierende Arten.
Je nach Ausmaß des Parasitenbefalls ist die Belastung des Wirtes verschieden groß. Auch wenn Parasitenbefall den Wirt nicht lebensbedrohlich schädigt, wirkt er sich doch stets negativ auf dessen Wachstum, Wohlbefinden, Infektanfälligkeit, Fortpflanzung oder Lebensdauer aus. So können giftige Stoffwechselprodukte des Parasiten, zurückgebliebene innere oder äußere Verletzungen oder der Entzug von Nahrung eine Verkürzung des Lebens zur Folge haben, insbesondere bei weiteren ungünstigen Umweltbedingungen.
Wirte verhalten sich allerdings keineswegs passiv gegenüber ihren Parasiten, sondern sind meist imstande, Zahl und Schadeffekt durch geeignete Abwehrmechanismen zu begrenzen. In einer gemeinsamen Entwicklung (Koevolution) passten sich Wirte und ihre Parasiten einander an. Dadurch entwickelte sich in jedem Stadium der Evolution ein Gleichgewicht, bei dem der Parasit profitiert, ohne dem Wirt, der ja seine „Existenzgrundlage“ darstellt, mehr als nötig zu schaden oder ihn gar völlig zu vernichten (denselben Mechanismus gibt es bei Infektionskrankheiten zwischen Erreger und Wirt bezüglich Virulenz, Krankheitsverlauf und Immunabwehr).
Viele Parasiten schmarotzen während ihrer Entwicklung in verschiedenen Wirten. Man unterscheidet Zwischenwirte und den Endwirt. Sexuelle Fortpflanzung findet meist nur im Endwirt statt.
Organismen, die befallen werden, ohne dass eine Fortsetzung des Entwicklungszyklus des Parasiten möglich ist, werden als Fehlwirt bezeichnet. Häufig ist der Parasit schlecht an seinen Fehlwirt adaptiert, so dass der Fehlwirt durch den Parasiten stärker geschädigt wird als der Wirt.

## Anpassung von Parasiten

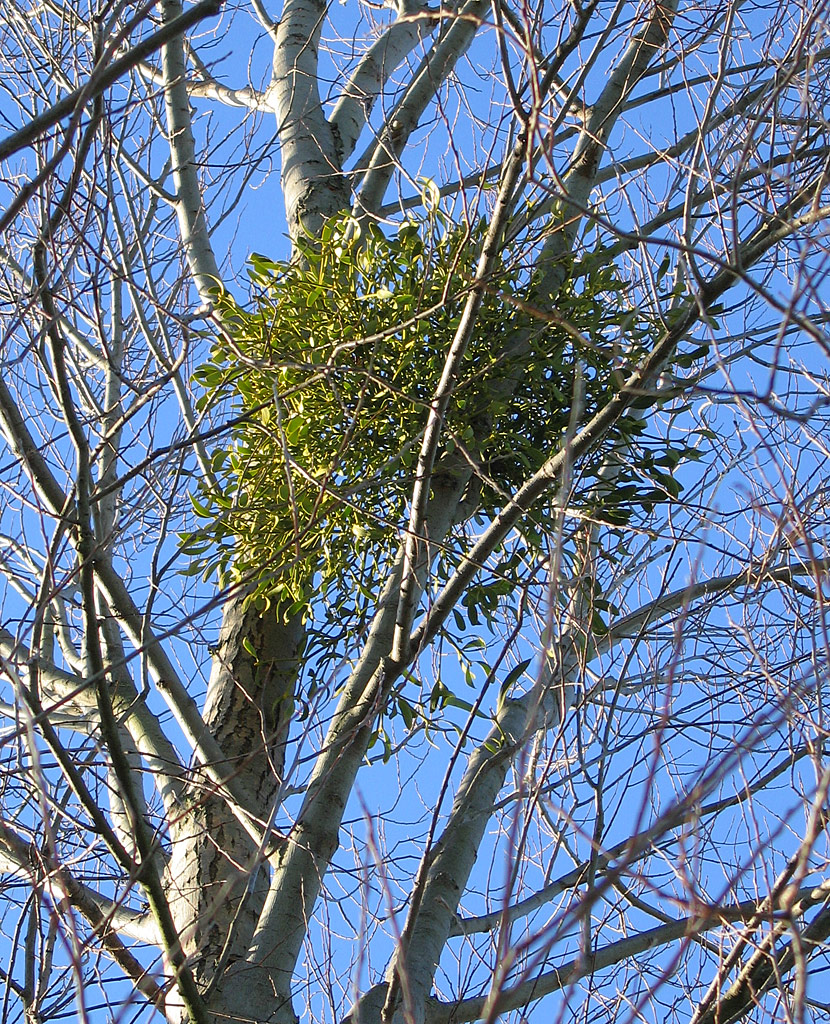
Mistelbefall einer Birke (Betula pendula)

Wie alle anderen Lebewesen wurden auch Parasiten im Verlauf der Evolution in vielfältiger Weise durch Mutation, Rekombination und Selektion an ihre Umgebung, hierbei natürlich insbesondere an ihre jeweiligen Wirtsorganismen, angepasst:
- Haft- und Klammerorgane benutzen z. B. Läuse (Klammerbeine), welche verhindern, dass der Parasit seinen Wirt verliert, was in der Regel seinen Tod zur Folge hätte.
- Rückbildungen von Organen, die für parasitische Lebensweise nicht notwendig sind. Beispielsweise fehlen Läusen Flügel, die Weißbeerige Mistel hat keine Wurzeln, die Quendel-Seide kommt ohne Blätter aus und endoparasitischen Würmern fehlen die Verdauungsorgane.
- Große Eizahlen und komplizierte Entwicklungs- und Übertragungswege sichern die Fortpflanzung und das Auffinden eines Wirts. Beispielsweise werden mit jedem Bandwurmglied, welches durch Kot nach außen gelangt, zehntausende Eier freigesetzt. Diese können Zwischenwirte infizieren und in deren Leber ungeschlechtliche Vermehrungsstadien bilden (Finnen). Wird der finnenhaltige Zwischenwirt z. B. von Katzen oder Füchsen gefressen, ist eine Neuinfektion sehr wahrscheinlich.
- Verhaltensmodifikation beim Zwischenwirt: molekulare Signale vom Parasiten wie z. B. dem kleinen Leberegel bewirken ungewöhnliche oder auffällige Verhaltensweisen des Zwischenwirtes, die dazu führen, dass er leichte Beute für den Endwirt wird. Auf diese Weise gelangt der Parasit in den Endwirt, in dem seine sexuelle Vermehrung stattfindet.

Die Evolution aller Parasiten und ihrer Wirte beeinflusst sich wechselseitig, was als Koevolution bezeichnet wird und eine hochgradige Anpassung von Parasit und Wirt zur Folge hat. Auch der Lebensraum wirkt sich auf die Evolution aus, z. B. bei Meeresparasiten des Menschen.

## Klassifizierung von Parasiten
Aufgrund der sehr unterschiedlichen Anpassung, Größe und Lebensweise verschiedener Parasiten und der unterschiedlichen Interaktionsformen zwischen Parasit und Wirt werden Parasiten nach einer Vielzahl verschiedener Kriterien eingeteilt:

### Mikro- und Makroparasiten

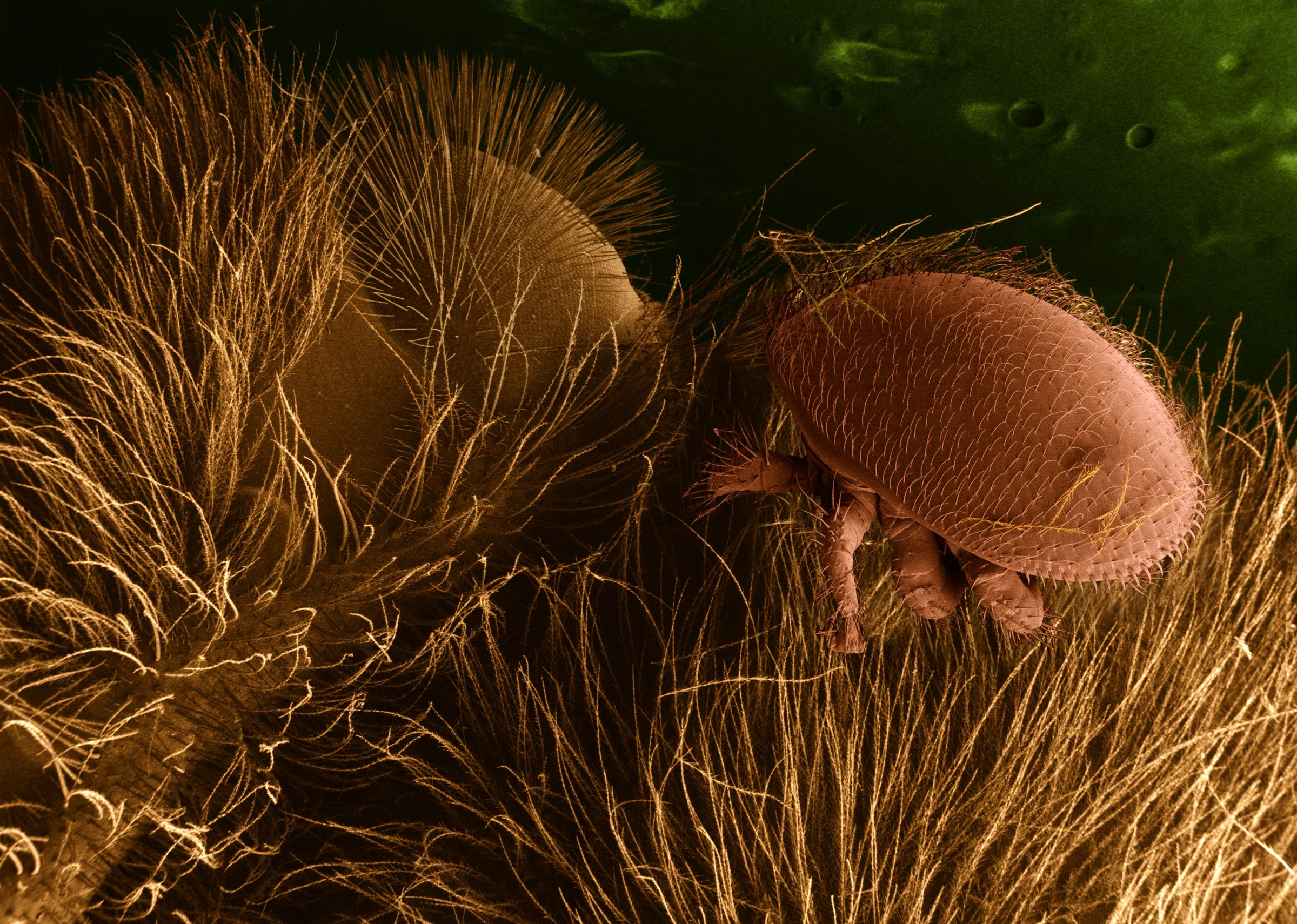
Varroamilbe auf einer Honigbiene

Unterscheidet man Parasiten hinsichtlich ihrer Größe, ergeben sich die folgenden beiden Unterscheidungskriterien:

#### Mikroparasiten
Mikroparasiten sind klein, manchmal extrem klein (und meist so zahlreich, dass man die Zahl von Parasiten im Wirt nicht angeben kann). Normalerweise ist es daher einfacher, die Zahl der befallenen Wirte zu untersuchen als die Anzahl der Parasiten. Mikroparasiten sind meist Protozoen, die Tiere und Pflanzen als Krankheitserreger infizieren. Bei manchen Pflanzen gibt es mikroparasitisch lebende niedere Pilze.

#### Makroparasiten
Makroparasiten sind in der Regel so groß, dass man ihre Anzahl genau bestimmen oder wenigstens in ihrer Größenordnung schätzen kann. Bei Tieren findet man sie eher auf dem Körper oder in Körperhohlräumen (z. B. im Darm) als im Gewebe. Die Hauptmakroparasiten von Tieren sind Würmer (Band- und Saugwürmer sowie Nematoden), aber auch Läuse, Zecken, Milben und Flöhe, außerdem auch einige Pilze. Makroparasiten der Pflanzen leben allgemein zwischen den Zellen (interzellulär) und gehören zu den höheren Pilzen (z. B. Mehltau), zu den Insekten (z. B. Gallwespe) oder anderen Pflanzen (z. B. Teufelszwirn oder Sommerwurz).

### Ekto- und Endoparasiten

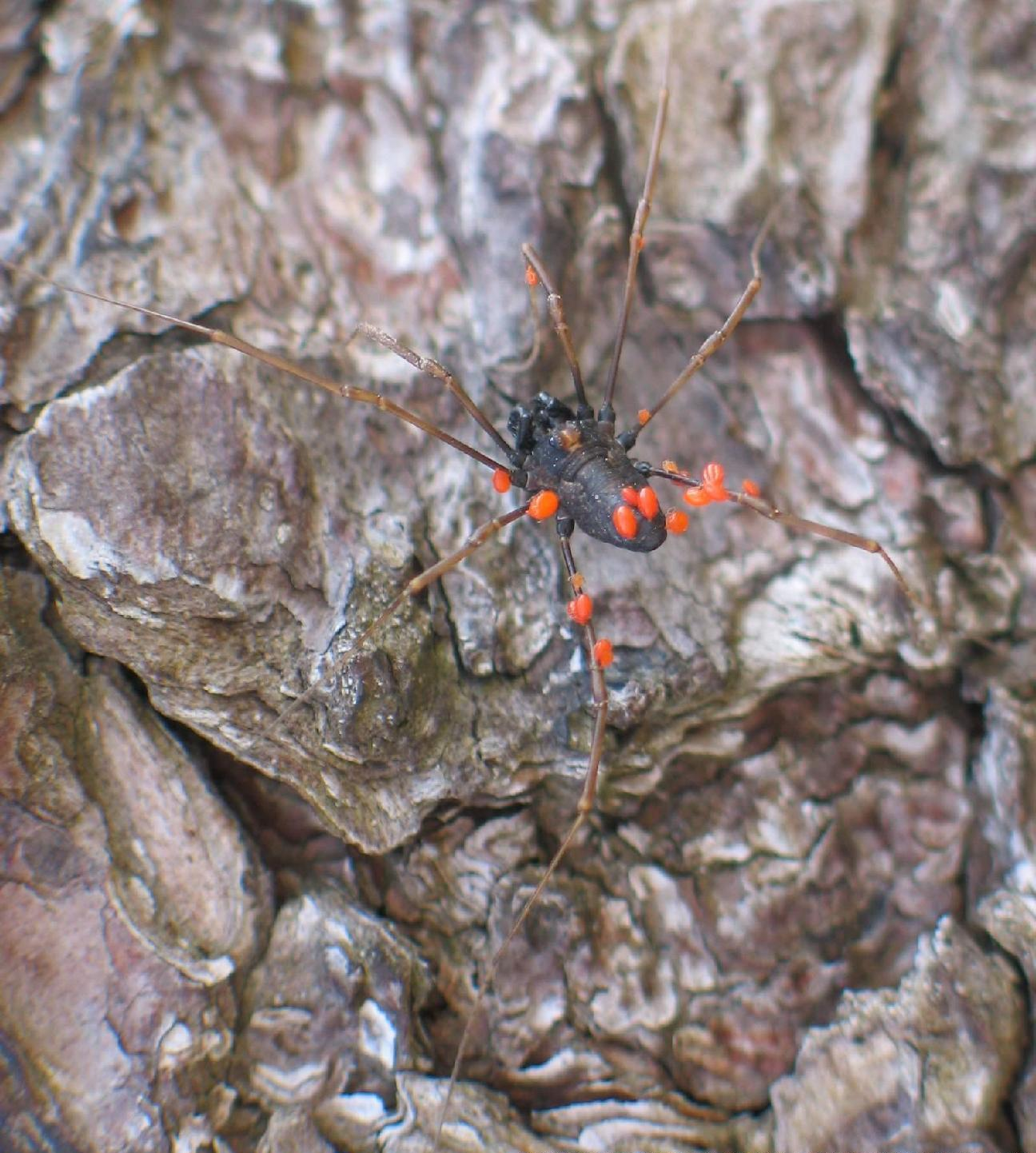
Von Milbenlarven parasitierter Weberknecht

Unterscheidet man die Parasiten hinsichtlich ihrer Eigenschaft, in den Körper des Wirtes einzudringen, ergeben sich die folgenden zwei Klassen:

Ektoparasiten oder Außenparasiten leben auf anderen Organismen. Sie dringen nur mit den der Versorgung dienenden Organen in ihren Wirtsorganismus ein und ernähren sich von Hautsubstanzen oder nehmen Blut oder Gewebsflüssigkeit auf. Beispiele für Ektoparasiten sind blutsaugende Arthropoden wie etwa Stechmücken, Läuse oder Zecken. Ektoparasiten sind häufig auch Krankheitsüberträger von Erkrankungen wie Malaria oder Lyme-Borreliose. Bei Malaria können heterozygote Träger der Sichelzellanämie einen Selektionsvorteil aufweisen, da es dort möglicherweise zur direkten Tötung der Parasiten kommt (siehe Bedeutung der Sichelzellanämie für Malaria).

Endoparasiten (auch Ento- oder Innenparasiten) leben im Inneren ihres Wirtes. Zu ihnen zählen z. B.: Dasselfliegen, Bandwürmer, Fadenwürmer und einige Pilze. Sie besiedeln Hohlräume, Epithelien, das Blut oder auch das Gewebe verschiedener Organe. Die von ihnen ausgelösten Krankheiten nennt man Endoparasitosen. Des Weiteren kann man die Endoparasiten nach ihren Eigenschaften beim Befall von Zellen in zwei Gruppen einteilen. Extrazelluläre Endoparasiten leben außerhalb von Zellen (z. B. Giardia auf Darmepithel), Intrazelluläre Endoparasiten leben dagegen vorwiegend innerhalb von Wirtszellen (z. B. Malariaerreger). Viele Endoparasiten halten sich während ihres Lebenszyklus sowohl extra- als auch intrazellulär auf.

### Fakultative und obligate Parasiten
Parasiten lassen sich anhand der Notwendigkeit eines Wirtes unterscheiden. Fakultative Parasiten (oder auch Gelegenheitsparasiten) sind freilebende Lebewesen, die nur gelegentlich parasitieren. Ihre Entwicklung kann auch ohne parasitische Phase ablaufen.
Obligate Parasiten sind für ihre Entwicklung zwingend auf einen Wirt angewiesen.

### Temporäre und stationäre Parasiten
Auf Grund der Dauer der parasitischen Lebensphase unterscheidet man temporäre und stationäre Parasiten.
Stationäre Parasiten bleiben ständig über ihr ganzes Leben oder zumindest während einer Entwicklungsperiode einem Wirt treu. Ein Wirtswechsel findet nur bei engem Kontakt mit einem anderen möglichen Wirtstier oder beim Tod des ursprünglichen Wirtes statt (Beispiel: Filzlaus mit hoher Bindung an den Wirt, Floh mit bedingter Bindung).
Die stationären Parasiten kann man in zwei Gruppen gliedern:
- Periodische Parasiten leben nur in bestimmten Entwicklungsstadien parasitisch. Man unterscheidet Formen mit einfachem Wechsel zwischen parasitischen und nichtparasitischen Stadien sowie Formen mit mehrfachem Wechsel zwischen den Stadien, wie sie zum Beispiel bei den Saugwürmern vorkommen. Bei dem einfachen Wechsel spricht man je nach Schmarotzerstadium von Larvalparasitismus oder von Imaginal- oder Adultparasitismus, der häufig bei Fadenwürmern zu beobachten ist.
- Permanente Parasiten haben kein freies (nichtparasitisches) Lebensstadium. Man unterscheidet Formen, bei denen alle Entwicklungsstadien einen einzigen Wirt parasitieren, wie zum Beispiel die Echten Tierläuse, denen die Menschenläuse angehören, und Formen, die je nach Entwicklungsstadium verschiedene Wirte parasitieren, wie zum Beispiel die Trichinen (Trichinella), eine Gattung winziger Fadenwürmer.[7]

Temporäre Parasiten besuchen einen Wirt nur für begrenzte Zeit. Sie suchen ihn z. B. nur kurzfristig zur Nahrungsaufnahme auf (Beispiel: Stechmücke).

### Wirtsspezifität und Wirtswechsel
Wenn Parasiten auf eine einzige Wirtsart (Solitärwirt) spezialisiert sind, nennt man sie monoxen (oder autoxen), sind es einige wenige Wirtsarten, nennt man sie oligoxen, und Parasiten mit vielen Wirtsarten heißen polyxen (oder pleioxen). Benötigen Parasiten für ihre Entwicklung nur einen Wirt, so dass kein Wirtswechsel stattfindet, bezeichnet man sie als homoxen (oder monoxen). Das Gegenteil sind heteroxene (oder heterözische) Parasiten, die während ihrer Entwicklung einen Wirtswechsel vollziehen. Der Begriff heterözisch wird in einem allgemeineren Sinn auch für Parasiten verwendet, die nicht wirtsspezifisch sind.
Ein Wirtswechsel ist unter anderem bei der Malaria zu beobachten. Einige Arten der Erreger, Plasmodien genannt, benutzen den Menschen als Zwischenwirt, um letztlich in der Anopheles-Mücke, die als Endwirt fungiert, ihre vollständige Entwicklung bzw. weitere Zellteilung voranzutreiben.

### Kleptoparasitismus
Als Kleptoparasitismus (von altgriechisch κλέπτειν kléptein „stehlen“) wird das Ausnutzen von Leistungen anderer Lebewesen bezeichnet, beispielsweise das Stehlen von Nahrung oder das Ausnutzen von Nistgelegenheiten. Insbesondere etliche Vogelarten sind dafür bekannt, dass sie sich zumindest gelegentlich kleptoparasitisch ernähren.

### Sozialparasitismus
Sozialparasitismus beschreibt eine Art der parasitären Wechselwirkung zwischen dem Parasiten und dem Wirt. Der Wirt besitzt hier soziale Strukturen, die der Parasit ausnutzt, um sich daran zu bereichern. Ein gutes Beispiel für eine Art, die sozialparasitisch handelt, ist die Kuckuckshummel.

### Brutparasitismus

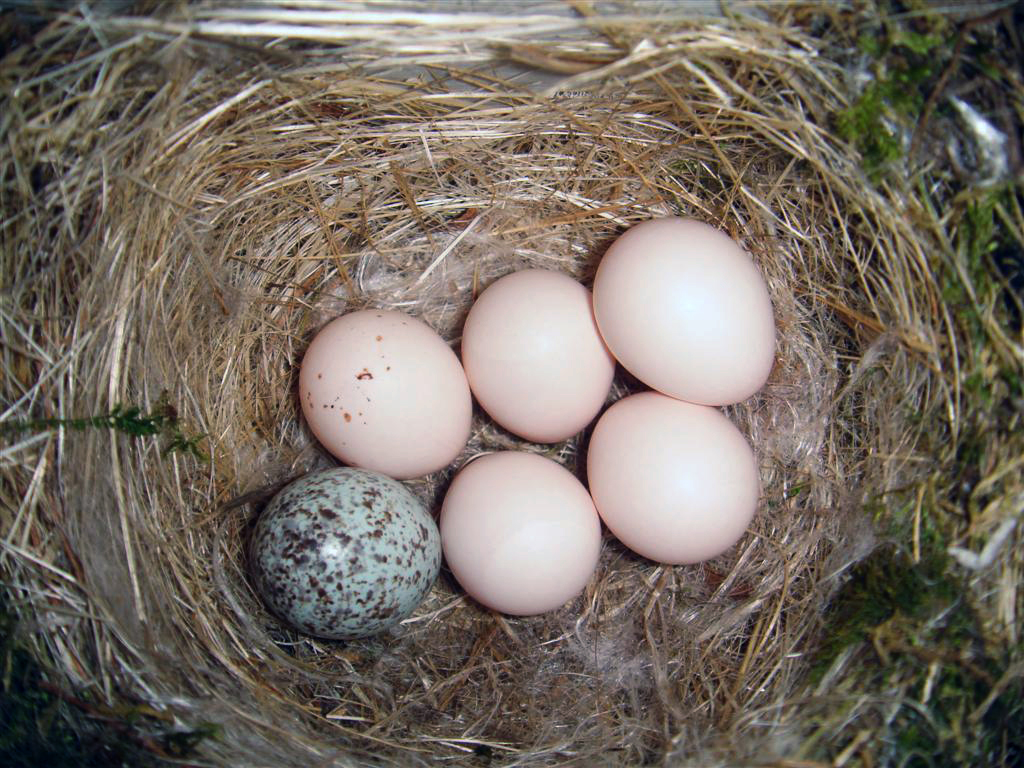
Brutparasitismus beim Kuhstärling (Molothrus)

Brutparasiten oder Brutschmarotzer sind Organismen, welche ihren eigenen Nachwuchs durch andere brutpflegende Tierarten aufziehen lassen. Letztlich handelt es sich um eine besondere Form des Kleptoparasitismus.
Brutparasitismus findet sich bei Vögeln, Fischen und Insekten. Meist werden die Wirtseltern einer anderen Art zur Aufzucht der Jungen des Brutparasiten genutzt. Gehören die Wirtseltern dagegen der eigenen Art an, handelt es sich nicht mehr um Parasitismus im engeren Sinne, wird manchmal aber als intraspezifischer Brutparasitismus bezeichnet.
Der Brutparasitismus bewahrt die parasitierenden Eltern vor vielerlei Investition, vom Nestbau über die Fütterung der Jungtiere bis zur Möglichkeit weiterer Verpaarungen während der Aufzuchtphase. Schließlich sinkt auch das Risiko eines vollständigen Gelegeverlusts durch Nesträuber, wenn die eigenen Eier auf zahlreiche Gelege verteilt werden. Da Brutparasiten die Fitness der Wirtseltern nachhaltig absenken, ist häufig eine intensive evolutionäre Anpassung („evolutionäres Wettrüsten“) zwischen Parasit und Wirt zu beobachten.

### Parasitierende Pflanzen

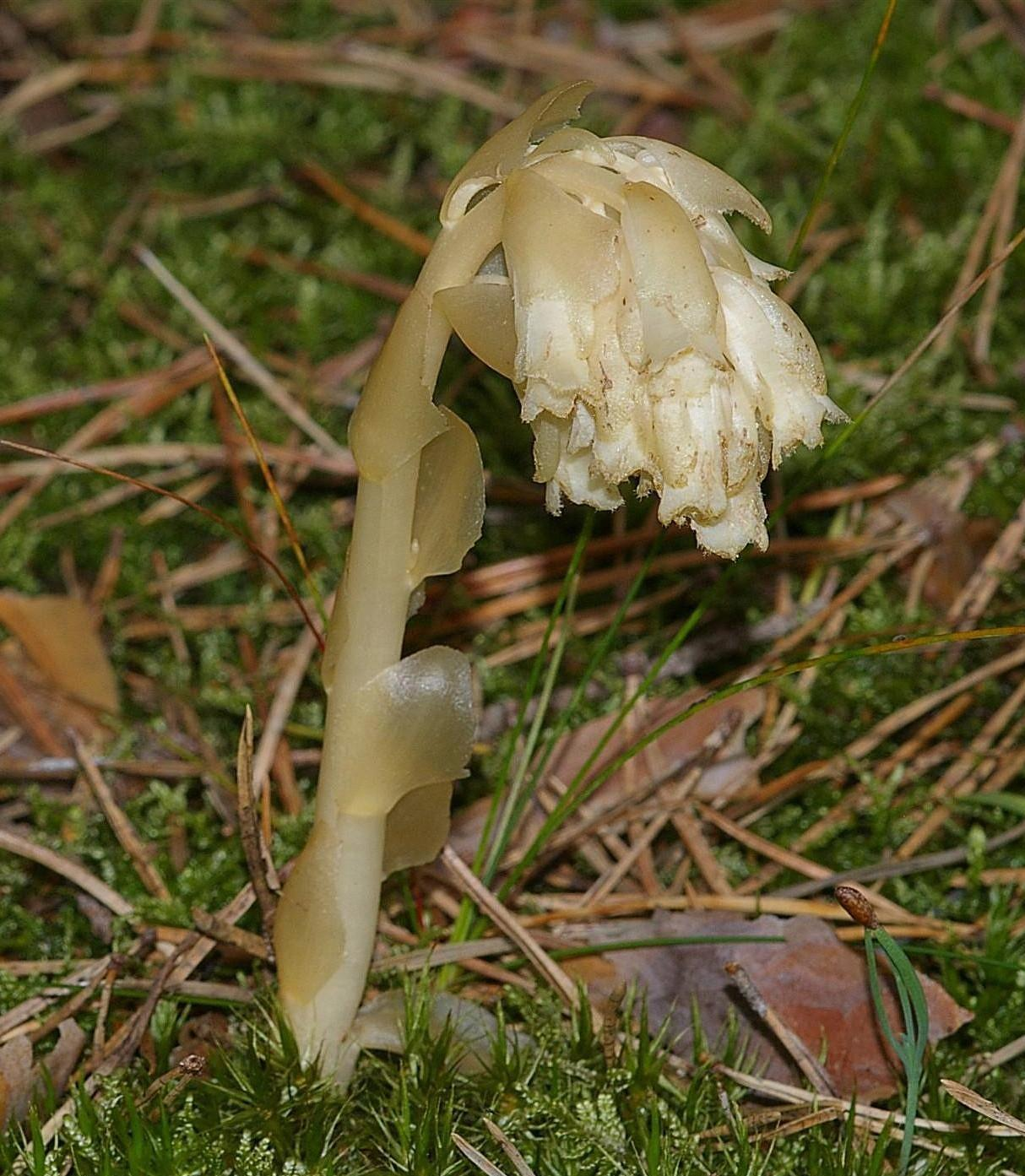
Chlorophyllfreier Fichtenspargel (Monotropa hypopitys)

Als Phytoparasiten bezeichnet man parasitische Pflanzen, welche einige lebensnotwendige Ressourcen mittels einer Wirtspflanze erwerben. Bei parasitischen Pflanzen werden zwei Gruppen unterschieden, die parasitischen Blütenpflanzen und die myko-heterotrophen Pflanzen. Die parasitischen Blütenpflanzen schmarotzen direkt mit Hilfe besonderer Organe (Haustorien) auf anderen Blütenpflanzen.
Es gibt chlorophyllfreie (vollmykotrophe) Arten wie den Fichtenspargel, aber auch Arten wie das Weiße Waldvöglein, die noch Blattgrün besitzen und nur partiell myko-heterotroph oder mixotroph sind.

### Zoo- und Phytoparasiten
Tiere parasitierende Arten werden als Zooparasiten, auf und von Pflanzen lebende als Phytoparasiten bezeichnet.

## Parasitismus in der Ökologie
Der Einfluss von Parasiten in Ökosystemen ist immens und wird häufig wenig beachtet. Deutlich kann sich ihr Einfluss bei Neobiota zeigen, falls im neuen Habitat die Parasiten nicht mit eingeschleppt wurden. In solchen Fällen können die Neobiota einen Vorteil in ihrer Fitness gegenüber einheimischen Spezies besitzen und sich in der Folge übermäßig vermehren. Beispiele für solche Störungen von Ökosystemen durch Neobiota sind die Kastanienminiermotte oder die sog. „Killeralge“ Caulerpa taxifolia.

## Parasiten des Menschen
Parasitäre Infektionen (Infektionen durch Parasiten) beim Menschen sind Infektionen durch Protozoen bzw. Protista und Wurminfektionen, wobei es sich bei Letzteren i. d. R. um eine Infestation handelt, also um einen Befall ohne Vermehrung. Infektionen führen schon bei Erstbefall zum Vollbild der Parasitose, Infestationen nur nach Akkumulation vieler Individuen aufgrund starker bzw. langer Exposition.
Einige Parasiten übertragen Krankheitserreger auf den Menschen, die zum Teil tödliche Krankheiten (Parasitosen) verursachen. Eine Auflistung ist unter Parasiten des Menschen zu finden. Auf viele Bakterien und Pilze trifft die Definition Parasit nicht zu; sie werden aufgrund ihrer medizinischen Bedeutung in den Fachgebieten Infektionskrankheiten, Bakteriologie und Mykologie innerhalb der Mikrobiologie behandelt.

## Abgrenzung: Viren, Transposons und Prionen

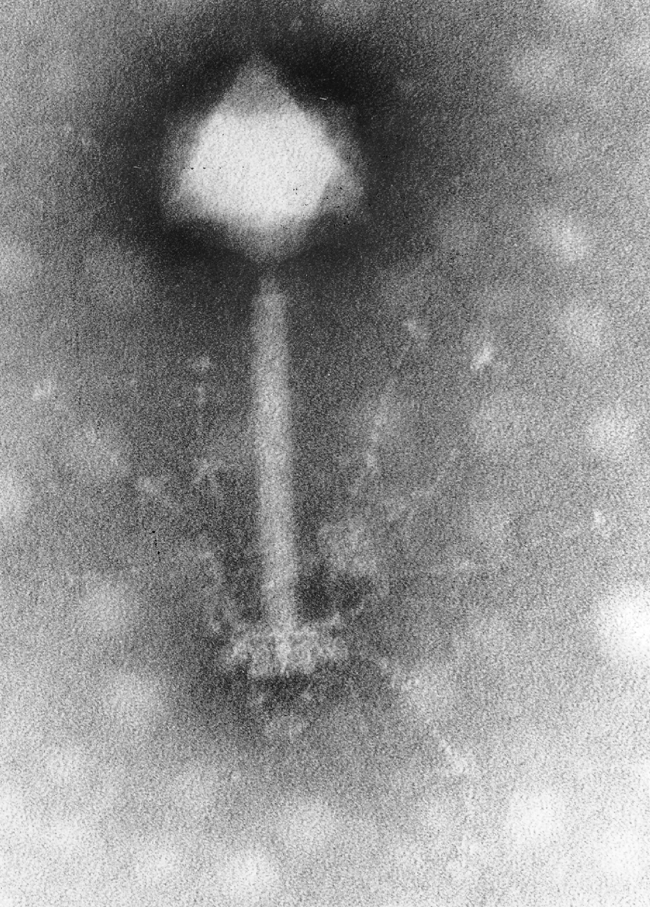
Elektronenmikroskopische Aufnahme eines Bakteriophagen

Neben den Parasiten existieren auch pathogene und teilweise auch infektiöse Moleküle und Molekülkomplexe, welche die Kriterien für Lebewesen wie Metabolismus, autonome Replikation oder Kompartimentierung nicht erfüllen, z. B. Viren, Viroide, Transposons, Retroelemente, eigennützige DNA und die ausschließlich Protein-basierten Prionen. Sie besitzen einige parasitäre Eigenschaften wie den Ressourcenerwerb und einen Größenunterschied, ohne Parasiten zu sein. Diese Pathogene werden thematisch von der Virologie behandelt.
Viren stellen hierbei eine besondere Form dar. Da sie keinen eigenen Stoffwechsel besitzen, gehören sie auch nicht zu den Parasiten. Sie schädigen den Erkrankten mittels eines minimalen Genoms, das nur aus einem Typ Nukleinsäure (entweder DNA oder RNA) besteht. Dieses lediglich der Fortpflanzung dienende Genom zwingt der infizierten Zelle Funktionen auf, die zu einer nichtselbständigen Replikation des Virus führen. Der sich hieraus oftmals ergebende Zelltod kann zu erheblichen Schädigungen des Erkrankten führen. Handelt es sich bei dem infizierten Organismus um ein Bakterium, bezeichnet man das Virus als Bakteriophage.

## Fossile Belege
Beispiele für Parasitismus sind auch aus der Paläontologie bekannt. So sind im Baltischen Bernstein Inklusen überliefert, die Schmarotzertum belegen (z. B.: Milbenlarven an einer Langbeinfliege, einer Stelzmücke oder einer Rindenlaus; Fadenwurm an einer Zuckmücke).

## Sonstige Begriffe
- Die Wissenschaft, die sich mit Parasiten befasst, wird Parasitologie genannt und ist sowohl Teilbereich der Ökologie als auch der Medizin (Infektiologie).
- Die Reihenfolge verschiedener, sich ablösender Parasiten, welche die einzelnen Entwicklungsstadien ihres Wirts befallen, nennt man eine Parasitenfolge.
- Bei Insekten, bei denen ein Parasitismus in unterschiedlichen Entwicklungsstadien auftreten kann, unterscheidet man Ei-, Larven-, Puppen- und Imaginalparasiten, bei anderen Lebewesen spricht man von Jugend- und Altersparasiten.
- Eine durch Parasiten verursachte Krankheit oder Schwächung nennt man Parasitose.
- Zoonosen sind von Tier zu Mensch und von Mensch zu Tier übertragbare Infektionskrankheiten (Beispiel: Tollwut).
- Eine Anthroponose ist eine allein auf den Menschen beschränkte Parasitose.
- Als Parasitozönose bezeichnet man die Gesamtheit der in einem Organ oder in einem Wirt lebenden parasitischen Organismen.
- Befällt ein Parasit einen anderen Parasiten, so spricht man von Hyperparasitismus.
- Superparasitismus bezeichnet eine Belegung des Wirtsorganismus durch mehr parasitische Individuen einer Art als normalerweise üblich, z. B. durch zufällige gleichzeitige Mehrfachbelegung. Dies führt in der Regel dazu, dass sich nicht alle Parasiten vollständig entwickeln können.
- Multiparasitismus bezeichnet die mehrfache Belegung eines Wirts durch zwei oder mehrere Parasitenarten. Dies führt in der Regel zu einem Konkurrenzkampf der verschiedenen Parasiten.
- Von Opportunismus spricht man, wenn eigentlich harmlose Parasiten unter bestimmten Umständen (z. B. bei geschwächtem Wirtsimmunsystem) zur ernsten Erkrankung oder gar zum Tode des Wirtes führen.
- Ein Neuroparasit kann Verhaltensänderungen seines Wirts auslösen.[17][18] Beispiel: Toxoplasmose.
- Innerhalb einer Wirtspopulation haben die Mehrheit der Wirte keine oder nur wenige Parasiten. Eine sehr kleine Anzahl von Wirten trägt jedoch eine große Anzahl an Parasiten. Man spricht davon, dass Parasiten durch eine aggregative Verteilung charakterisiert sind.